# Ficken (Likör)
Ficken ist ein seit 2007 hergestellter Likör und die Kernmarke des oberschwäbischen Unternehmens EFAG GmbH & Co. KG in Laupheim im Landkreis Biberach in Baden-Württemberg.

## Geschichte
Der Likör wurde im Jahr 2007 eingeführt. Ein Jahr später rügte der Zentralverband der Deutschen Werbewirtschaft den Hersteller wegen jugendgefährdender Werbung. Er wird ausdrücklich als Partyschnaps beworben, besteht aus Wasser, Neutralalkohol, Invertzucker, Jostabeere-Grundstoff und Zitronensäure. Der Likör fällt mit einem Alkoholgehalt von 15 % Vol. noch unter die EU-Spirituosenverordnung, die mindestens 15 % Alkohol sowie für Liköre zusätzlich mindestens 100 g Zucker pro Liter vorschreibt, so dass für das Produkt zwar Branntwein-, jedoch keine Alkopop-Steuer zu entrichten ist. Die Jostabeere ist eine Kreuzung aus Schwarzer Johannisbeere und Stachelbeere.

### Streit um die Eintragung als Marke

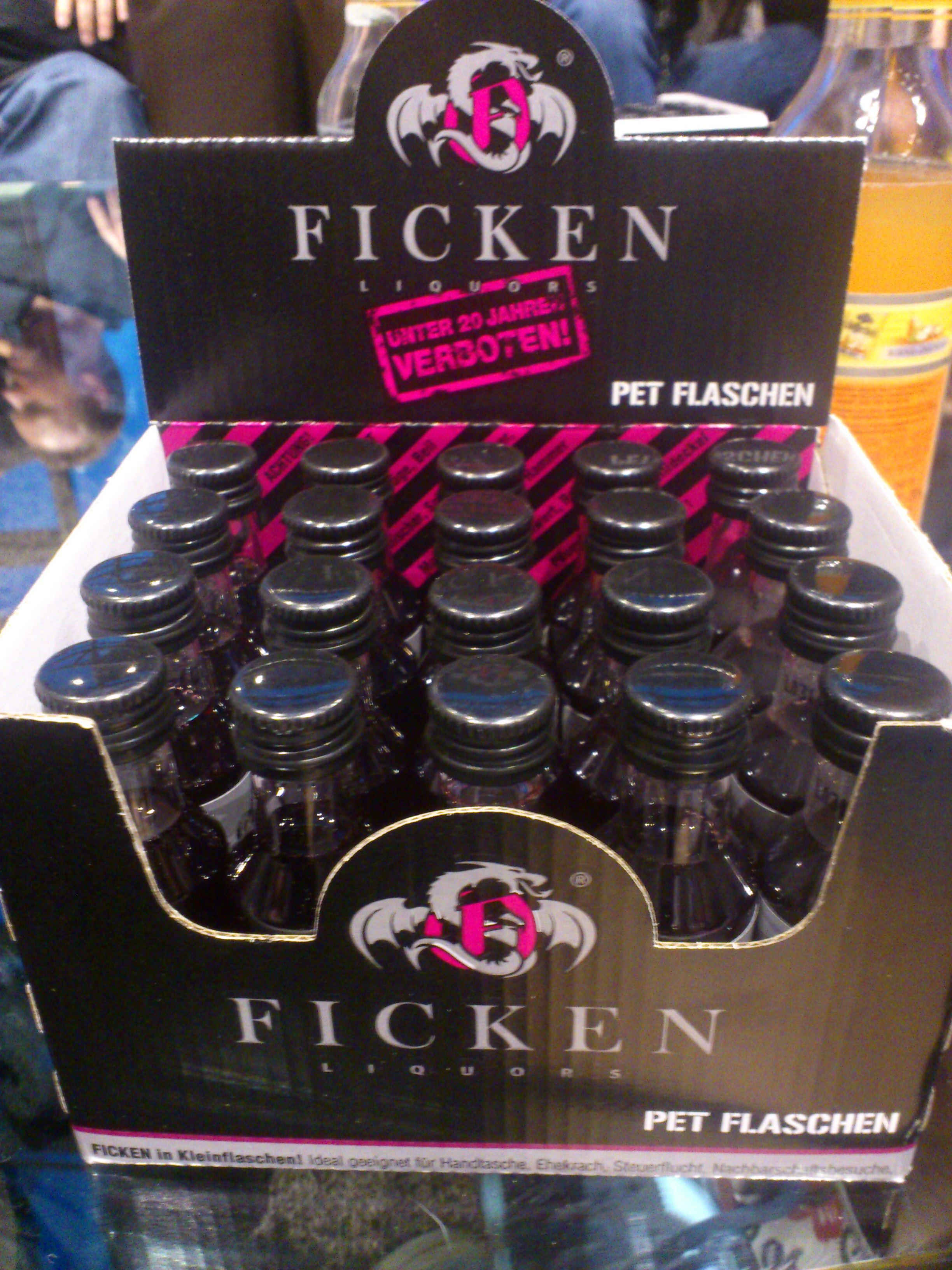
Likör Ficken (2012)

Zunächst verweigerte das Deutsche Patent- und Markenamt (DPMA) sowohl die Eintragung der Wort- als auch der Bildmarke mit der Begründung, der Name Ficken verstoße gegen die guten Sitten. Daher wandte sich das Unternehmen an das als Beschwerdeinstanz zuständige Bundespatentgericht, das am 3. August 2011 bzw. 28. September 2011 beiden Beschwerden stattgegeben und die Zurückweisungsbeschlüsse des Deutschen Patent- und Markenamts aufgehoben hat. Seitdem sind die Marken im Markenregister des DPMA eingetragen. Sie erstrecken sich unter anderem auf Kleidung, Mineralwasser und Fruchtsaftgetränke sowie alkoholische Getränke; zudem vertreibt der Hersteller zahlreiche Merchandising-Artikel unter der Marke.
Das Bundespatentgericht begründete seine Entscheidung mit der fortschreitenden Liberalisierung von Sitte und Moral. So habe das Wort ficken einen Eintrag im Duden und käme als Nachname 67 mal im Telefonbuch vor. Auch die Filme Fickende Fische und Baise-moi (Fick mich!) sowie das Theaterstück Mesalliance, aber wir ficken uns prächtig wurden in der Urteilsbegründung genannt.

### Jugendschutz
Im Vorfeld des bundesweiten Wettkampfes für Feuerwehrleute 2010 in Bruchköbel-Roßdorf am 4. September 2010 drohte der Deutsche Feuerwehrverband, Bruchköbel als Wettkampfort zu streichen, weil über das Internet ein Halli-Galli-Drecksau-Package mit zehn kleinen Ficken-Flaschen als Beiwerk zum Gruppen-Eintritt für eine Flash-Over-Party durch die Freiwillige Feuerwehr Roßdorf angeboten wurde. Bis zur Deaktivierung des Angebots wurden 22 davon verkauft.
Als Nicht-Mitglied im Bundesverband der Deutschen Spirituosen-Industrie und -Importeure unterliegt das Unternehmen nicht den Selbstbeschränkungen der deutschen Alkoholbranche, die auf Jugendliche abzielende Werbemaßnahmen verhindern sollen. Die Werbung von Gastwirten kann jedoch dem Jugendschutz unterliegen. Ein Ordnungsamt in Treptow-Köpenick (Berlin) hat im Jahr 2012 Plakatwerbung mit dem Text „Ficken ist schön“ verboten.